# Sheila bathypelagica
Sheila bathypelagica är en ringmaskart som beskrevs av Monro 1930. Sheila bathypelagica ingår i släktet Sheila och familjen Polynoidae. Inga underarter finns listade i Catalogue of Life.